# فيدا

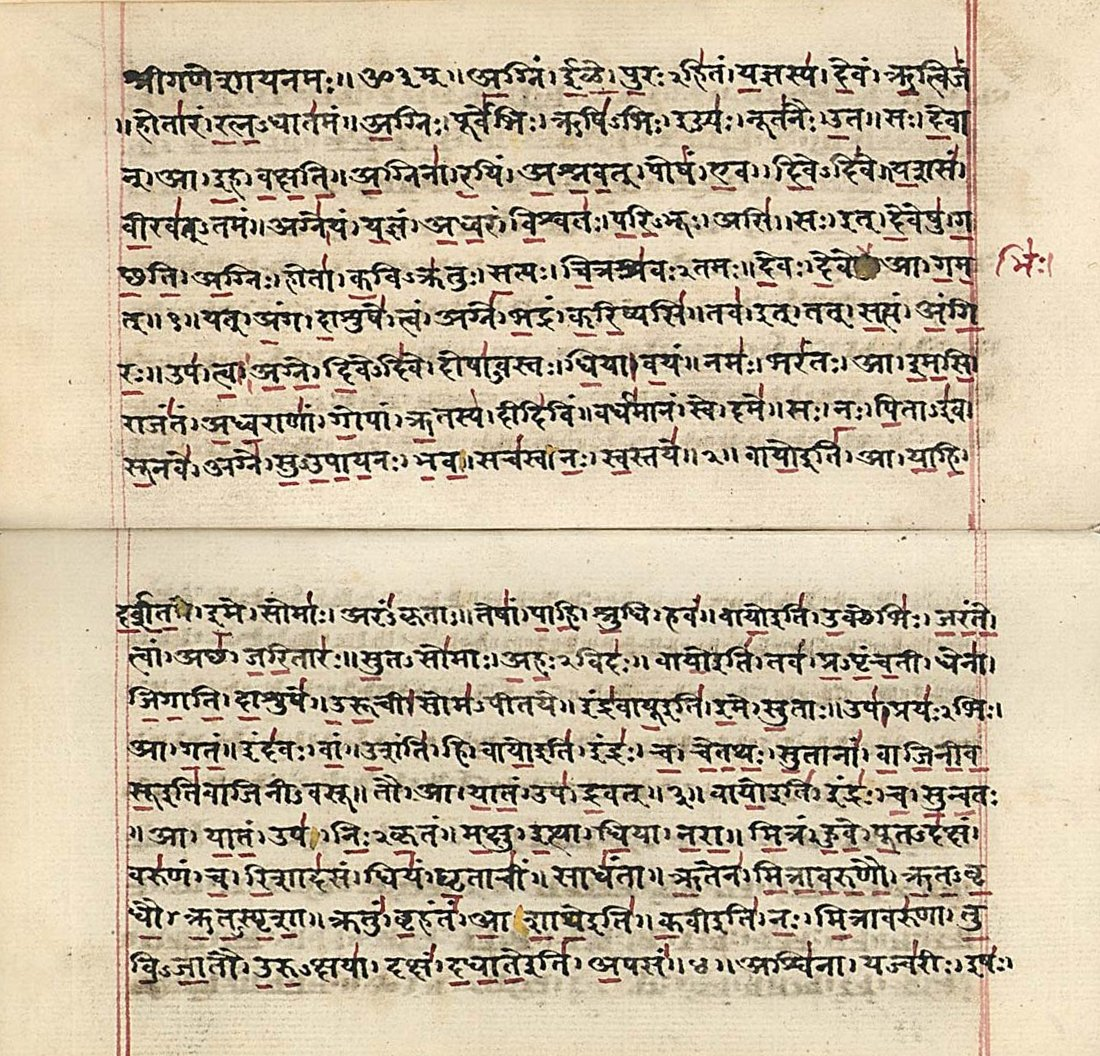

فيدا الكتاب المقدس للديانة الهندوسية وهو كتاب يقع في 800 مجلداً تقريباً تم تأليفه طيلة 1000 سنة وقيل 3 آلاف سنة، وهي النصوص المقدسة من الترانيم والتراتيل لدي الآريين الهنود لتكريم الآلهة. والكتاب مقسم إلى أربعة أجزاء ضخمة هي الرامايانا ويتحدث عن نشأة الآلهة وأساطيرها والكون، والمانوسمرتي ويتحدث عن حقوق الطبقات الأربعة الهندية - البراهمة الذين خلقوا من رأس الإله كريشنا، مع العلم بأن البراهمة هم الوافدون من أواسط أوروبا والذين سكنوا على مصب نهر السند، والكشاتريا الذين خلقوا من ذراعي كريشنا والفايشيا من الأفخاذ وأخيرا الشودرا الذين خلقوا من أقدام كريشنا وهم المنبوذين والمضطهدين الذين لا يحق لهم شيء في دين الهندوس، وقد قاموا بثورة شاملة في القرن الأول الميلادي ونجم عن ذلك رفع بعض الضيم عنهم فكان إخماداً محنكاً لتلك الثورة، وأيضا المهابهاراتا تتحدث عن الأعمال والمهن وإرشادات الحياة والقضايا والوصايا، ثم أخيرا الأوبانيشاد ويتحدث عن الطقوس العبادية والأناشيد والقرابين وطريقة تقديس الآلهة، وقد ترجمت بعض الأجزاء الصغيرة من هذا السفر الضخم في عدة لغات الإنجليزية والفرنسية وغيرها الهندوسية تعطي معلومات عن الآريين وعن التعاليم والطقوس الفيدية والتراث الفلسفي الهندي. وما زالت آلهة الشعب الفيدي موجودة في العقيدة الهندوسية حتي اليوم بصورة أخف من السابق لتأثير الأديان الجديدة في النفور من الهندوسية كالإسلام والمسيحية، وأيضاً لتحكم القوانين البشرية الجديدة والعولمة في السطوة القديمة للطقوس الفيدية القاسية

## اقرأ أيضاً
- آريون
- هندوس